# 김수장 (바둑 기사)
김수장(金秀壯, 1957년 11월 15일~)은 대한민국의 바둑 기사이고, 함남 함주에서 월남한 실향민의 막내 자식으로 전북특별자치도 전주시 출생이며, 2005년 5월 20일 하세한 김수영 7단(故)이 둘째 친형이었다. 1980년대 당시 일인자이던 조훈현 9단에게 대항한 신예그룹인 ‘도전5강’의 한 명이다.

## 학력
- 리라공업학교

## 약력
- 1974년 : 입단.
- 1978년 : 제22기 국수전 준우승(대 조훈현 七단 대 0:3)
- 1980년 : 왕위전 본선. 기도문화상 신예기사상 수상.
- 1981년 : 왕위전 본선
- 1984년 : 기왕전 본선
- 1985년 : 제16기 명인전 준우승(대 조훈현 七단 대 0:3). 기왕전 본선.
- 1988년 : 왕위전, 기왕전 본선.
- 1989년 : 제8기 KBS 바둑왕전 준우승(대 이창호 三단 0:2). 왕위전, 기왕전 본선.
- 1991년 : 왕위전 본선. 패왕전 본선
- 1992년 : 왕위전 본선, 동양증권배 8강
- 1993년 : 9단 승단. 12기 KBS 바둑왕전 승자 16강.
- 1994년 : 13기 KBS 바둑왕전 승자 24강, 기성전, 비씨카드배, 한국이동통신배, 대왕전 본선
- 1995년 : 제14기 KBS 바둑왕전 승자 24강, 기성전, 패왕전 본선
- 1996년 : 제8기 동양증권배, 제15기 KBS 바둑왕전 승자조 8강, 기성전, 비씨카드배, 한국이동통신배, 패왕전, 테크론배, 삼성화재배 본선.
- 1997년 : 제16기 KBS 바둑왕전 승자조 4강, 왕위전, 명인전 본선.
- 1998년 : 제17기 KBS 바둑왕전 승자조 4강.
- 1999년 : 제18기 KBS 바둑왕전 승자조 8강.
- 2000년 : 제44기 국수전 본선, 제19기 KBS 바둑왕전 승자 16강
- 2001년 : 제6기 LG정유배 본선,
- 2003년 : 제22기 KBS 바둑왕전 본선. 제8기 박카스배 천원전 본선.
- 2004년 : 제23기 KBS 바둑왕전 24강. 제5회 맥심커피배 8강. 제1기 전자랜드배 왕중왕전 백호부 16강. 제4회 돌씨앗배 프로시니어기전 4위.
- 2005년 : 제5기 잭필드배 프로시니어기전 본선.
- 2007년 : 한국바둑리그 본선(신성건설). 제1회 지지옥션배 본선
- 2008년 : 한국바둑리그 본선(제일화재). 제5회 전자랜드배 왕중왕전 16강. 제10회 맥심커피배 본선
- 2009년 : 제1회 BC카드배 64강. 제11회 맥심커피배 본선 진출
- 2010년 : 제4기 지지옥션배 본선
- 2013년 : 제17회 미추홀배 바둑최강전 생애 첫 우승[1]

## 저서
- 《묘수풀이 1》
- 《묘수풀이 2》
- 《창작사활》
- 《이렇게 좋은 수가》